# Доувър (Айдахо)
Вижте пояснителната страница за други значения на Доувър.
Доувър (на английски: Dover) е град в окръг Бонър, щата Айдахо, САЩ. Доувър е с население от 342 жители (2000) и обща площ от 3,5 km². Намира се на 631 m надморска височина. ЗИП кодът му е 83825, а телефонният му код е 208.